# 美酒加咖啡
《美酒加咖啡》是鄧麗君的個人單曲，於1972年發行。許多歌手曾翻唱過此曲，〈美酒加咖啡〉不但是鄧麗君重要代表作之一，在華人世界中亦是家喻戶曉的國民歌曲。

## 翻唱歌手列表
- 李翊君
- 卓依婷
- 龍飄飄
- 謝雷
- 楊小萍
- 劉紫玲
- 萬沙浪
- 余天
- 陳佳
- 費玉清
- 黃安（收錄於《星願 (上華群星紀念鄧麗君)》專輯）

......等人翻唱

## 外部連結
- YouTube上的 鄧麗君演唱